# フリッツル事件
フリッツル事件（Fritzl case）とは、2008年4月に42歳の女性エリーザベト・フリッツル（1966年4月6日生）がオーストリアのアムシュテッテンの警察に対し、彼女が24年間に渡って自宅の地下室に閉じ込められ、父のヨーゼフ・フリッツル（1935年4月9日生）から肉体的暴力、性的暴力を受け、何度も強姦されたと訴えたことから発覚した事件である。父親からの性的虐待によって、彼女は7人の子供を産み、1度流産した。日本では、「オーストリアの実娘監禁事件」また「恐怖の家事件」等として報じられた。

## エリーザベト・フリッツルの監禁
19歳の娘ケルスティン、18歳と5歳の息子シュテファンとフェリックスは母と一緒に監禁されていた。またミヒャエルと名付けられたもう1人の息子は、呼吸器疾患のため医療を受けられないまま生後3日で死亡し、ヨーゼフによって敷地内で焼却された。また、残りの3人の子供は、階上でヨーゼフとその妻ロゼマリアに育てられた。ヨーゼフは、3人の子供を行方不明の娘が「育てられないのでお願いします」という置き手紙（父親に書くように言われたという）と共にドアの前に置いて行ったと装った。リザは1993年に9か月で、モニカは1994年に10か月で、アレクサンダーは1997年に15か月で拾ったことにされた。長女のケルスティンが重い病気に罹った時には、ヨーゼフはエリーザベトの懇願を受け入れて病院に連れて行き、これが一連の事件が明るみに出る契機となった。

## ヨーゼフ・フリッツルの逮捕
73歳のヨーゼフ・フリッツルは、家族に対する重罪の疑いで2008年4月26日に逮捕され、2009年3月16日にザンクト・ペルテンで裁判を受けた。彼は近親相姦、強姦、強要、不法監禁、奴隷化、ミヒャエルに対する過失致死の疑いで訴追された。公衆やメディアを排した4日間の非公開審理を経て、ヨーゼフには終身刑の判決が下った。

## 事件の概要
ヨーゼフ・フリッツルは1935年4月9日にアムシュテッテンで生まれた。1956年、21歳の時に17歳だったロゼマリアと結婚し、2男5女のエリーザベトを含む7人の子供を儲けた。エリーザベトは1966年に生まれ、11歳だった1977年に虐待が始まったと伝えられている。
15歳で義務教育が終わると、エリーザベトはウェイトレスになるための訓練を受け始めた。1983年1月に彼女は家から逃げ出し、仕事仲間とともにウィーンで隠れ住んだ。3週間以内に彼女は警官に発見され、両親の元に帰された。彼女は訓練を再開して1984年中旬に終了し、リンツ近郊の都市で仕事を得た。

### 監禁
1984年8月29日、エリーザベトの父はドアを運ぶ助けが必要なふりをして彼女を自宅の地下室に誘い出した。このドアは地下室を密閉するための最後の部品であった。ヨーゼフが枠の長さを測っている間、エリーザベトはドアを支えていた。ドアがはまると、ヨーゼフは彼女の顔めがけてエーテルを染み込ませたタオルを投げ、エリーザベトが意識を失うまで顔に押しつけた。彼はその後、彼女を地下室に投げ入れ、ドアに鍵を閉めた。
エリーザベトがいなくなると、母は失踪届を書いた。約1か月後、父はエリーザベトに地下室で無理矢理書かせた初めての手紙を警察に届けた。この手紙にはブラウナウ・アム・インの消印が押されており、彼女は家族に飽き飽きして友達と一緒にいること、両親が自分を探すようなことがあれば出国することが書かれていた。ヨーゼフは警察官に対し、彼女は狂信的なカルト宗教に入った可能性が高いと述べた。
エリーザベトは、最初の数日は壁に体当たりし、天井を引っ掻き、痛みに呻き、助けを求めて苦悶していたことを明らかにしている。彼女の爪は剥がれ、腕に血が垂れるまで指の皮膚で引っ掻き続けた。数日経つと、彼女は休日にハイキングにいっていると思い込もうとした。かつて見たことのある遠くの山を選んで、心の中でそこに辿り着くまでの計画を立て、出発した。彼女は地下室の階段の段数を知っていたために電気を消し、2時間経つと夜明けの雰囲気を出すために電気を点けた。眠りにつく時には、オーストリアの古い賛美歌"Still, Still, Still."を口ずさんだ。
24年の間、フリッツルは平均して3日に1度は彼女を訪れ、食糧や日用品を与えた。逮捕後、彼は娘の意志に反して繰り返し近親相姦していたことを認めている。
エリーザベトは監禁されている間に7人の子供を産んだ。1人は生後すぐに死に、リザ、モニカ、アレクサンダーの3人は幼児の頃に取り上げられ、ヨーゼフとその妻と暮らした。夫妻は地元の社会福祉事務所の許可を得て、3人を養子として育てた。当局は、ヨーゼフが3人が家のドアの前に置かれていた状況を「非常にもっともらしく」説明したと述べている。家族の元には何度もソーシャルワーカーが訪れたが、不満も聞かず、おかしいと感じることもなかった。
1994年に4人目の子供が産まれた後、ヨーゼフはエリーザベトと子供達のために、地下室をそれまでの35m2から55m2に拡張した。またテレビやラジオ、ビデオ等も与えられた。食糧は冷蔵庫で保存でき、ホットプレートで調理することもできた。エリーザベトは子供達に読み書きを教えた。彼らを罰する時には、ヨーゼフは数日間地下室の電気を消すか、食糧の供給を止めた.。
ヨーゼフは、エリーザベトと3人の子供が脱出を企てた時にはガスで殺すつもりだったと供述したが、地下室にはガス管がなかったため、捜査官はこれは単なる脅しであると結論付けた。ヨーゼフは逮捕後に、もしドアに近づくと電気ショックで死亡すると脅しておくだけで十分だったと述べた。
彼の義妹のクリスティンによると、ヨーゼフは毎朝9時に、表向きには彼が農家に売っていた機械の図面を描くために地下室に行っていた。彼はしばしば夜までそこに留まったが、妻はコーヒーを持って行くことも許されていなかった。また、家の1階部分を12年間借りていた店子は、地下から声を聞いたが、ヨーゼフはガス暖房の音だと答えたと述べた。

### 発見
2008年4月19日、長女のケルスティンが意識を失い、ヨーゼフは病院に連れて行くことを了承した。エリーザベトはヨーゼフがケルスティンを地下室から運び出すのを手伝い、24年ぶりに外の景色を眺めた。エリーザベトはその後地下室に戻された。ケルスティンは救急車で地元の病院(Landesklinikum Amstetten)に運ばれ、命に関わる重篤な腎不全と診断された。ヨーゼフは遅れて病院に到着し、ケルスティンの母が書いたノートが見つかったと主張した。ヨーゼフは医師のアルベルト・ライターとケルスティンの病状やノートのことについて議論したが、病院のスタッフがその説明に矛盾を感じ、4月21日に警察に通報した。また彼は公共メディアを通して、行方不明の母親に関する情報を提供するように呼びかけ、またケルスティンの病歴に関する追加情報を提供した。警察はエリーザベトの失踪に関する捜査を再開した。ヨーゼフは、彼女はカルト宗教に入信し、直近の彼女からの手紙は2008年1月の日付でケマテンから投函されたものだと主張した。
警察は、教会でカルト宗教に関する情報を集めているマンフレート・ヴォルハールトと接触し、ヴォルハールトはヨーゼフの主張するカルト宗教の実在を否定し、またエリーザベトの手紙は言われたことを書かされたような奇妙なものに見えると指摘した。ニュースはこの事件について報じ、エリーザベトは地下室のテレビで知ることになった。彼女は父に病院に行かせてもらうように頼み込み、4月26日、ヨーゼフは、息子のシュテファンとフェリックスとともにエリーザベトを解放した。ケルスティンが病院に運ばれてから1週間後のことであった。ヨーゼフは妻には、エリーザベトが24年ぶりに帰って来ることを決意したと話した。知事のレンツは、オーストリア放送協会に対し、ヨーゼフが彼に電話をかけてきて、孫娘のケルスティンが病気の間、家族の世話をしたことに感謝したと語った。ヨーゼフとエリーザベトは、ケルスティンが4月26日から治療を受けている病院に向かった。ヨーゼフとエリーザベトが病院にいるという連絡をアルベルト・ライター医師から受け、警察は病院の敷地内で彼らを拘束し、尋問のため警察署に連行した。
警察がエリーザベトに対し、2度と父親と会う必要はないと約束するまで、彼女は詳細を語ろうとしなかった。その後の2時間で、彼女は24年間に及ぶ囚われの生活について語った。深夜を過ぎた頃、警察官は3ページの調書をまとめた。ヨーゼフは家族に対する不法監禁、強姦、過失致死、近親相姦等の重罪の疑いで逮捕された。4月27日の夜に、エリーザベトとその子供、母のロゼマリアは警察に保護された。
4月28日になって、ヨーゼフは娘を24年間に渡って監禁し、7人の子供を産ませたことを認めた。警察は、ヨーゼフは地下室に入る時、遠隔キーの秘密のドアを通っていたと明らかにした。また、妻のロゼマリアはエリーザベトに何が起こっていたか全く知らなかったと述べた。
2008年4月29日、DNA鑑定によって、ヨーゼフが娘の子供の生物学的な父であることが証明された。
ヨーゼフの弁護士ルードルフ・マイヤーは、「強姦と監禁については未だ証明されていない。これまでになされた証言について再評価する必要がある」と述べ、DNA鑑定によって近親相姦が証明されても、他の主張に対してはさらに証拠が必要だと弁護の方針を明らかにした。
2008年5月1日、恒例の記者会見において、オーストリア警察は、ヨーゼフが前年に提示したエリーザベトからの手紙は無理矢理書かせたものだったと語った。その手紙には、家に帰りたいが今は未だ無理だと書かれていた。警察は、ヨーゼフが娘をカルト宗教から救い出したように装おうとしたと推測した。また同じ記者会見で、警察の報道官のフランツ・ポルツァーは、捜査は恐らくあと数か月続き、過去24年間にフリッツル家に間借りしていた少なくとも100人以上の人々を聴取する予定だと語った。

### 地下牢
アムシュテッテンにあるフリッツルの自宅は、1890年頃に建てられ、1978年以降にヨーゼフによって増築されたものである。1983年に土地家屋調査士が訪れ、拡張部分は建築許可に適合していることを確認した。しかしヨーゼフは地下を過剰に掘削し、違法な部屋の追加を行っていた。ヨーゼフの主張によると1981年から1982年頃、彼は地下の秘密の部屋を地下牢に改造し、洗面台やトイレ、ベッド、ホットプレート、冷蔵庫を設置した。1993年にはさらに自分だけが知っている秘密の廊下も設置した。
隠し地下室には、5mの回廊、貯蔵庫、3つの小部屋が設けられ、狭い廊下で繋がれた。台所と風呂に続いて2つの寝室が作られ、それぞれに2つずつのベッドが備えられた。広さは約55m2で、高さは1.70mだった。
隠し地下室には2つの出入り口があった。開き戸は重さが500kgで、その重さから長年使われていないと考えられた。コンクリートで補強された金属のドアは、重さ300kgで高さ1m、幅60cmだった。ヨーゼフの地下の仕事場の戸棚の裏に隠され、遠隔操作の電気コードで守られていた。このドアに辿り着くためには、5つの鍵のかかった部屋を通る必要があった。エリーザベトや子供達がいる部屋までは、合計8つのドアを解錠する必要があり、そのうち2つのドアはさらに電子錠で守られていた。

## 主な出来事
この事件の主な出来事は以下のとおりである。
| 日付            | 出来事 |
| --------------- | --- |
| 1977年          | ヨーゼフが11歳の娘エリーザベトに対し性的虐待を始める。 |
| 1981年 - 1982年 | ヨーゼフが地下室を改造し始める。 |
| 1984年8月29日   | ヨーゼフが18歳になっていた娘エリーザベトを地下室に閉じ込める。 |
| 1986年11月      | エリーザベトが妊娠10週目で流産する。 |
| 1989年          | 長女ケルスティンが生まれ、2008年まで地下室で過ごす。 |
| 1990年          | シュテファンが生まれ、2008年まで地下室で過ごす。 |
| 1992年          | リザが生まれる。1993年5月、9か月の時に家の外でダンボールに入っているのが発見され、捨て子として育てられる。 |
| 1994年2月       | 4人目の子供モニカが生まれる。 |
| 1994年          | ヨーゼフが地下室を35 m²から55 m²に拡張する。 |
| 1994年10月      | 10か月のモニカが家の外で見つかる。直後、恐らくエリーザベトからロゼマリアに電話がかかり、子供を育てるように頼む。しかしこれはヨーゼフがエリーザベトの声を録音しておいたものだと考えられている。ロゼマリアは、エリーザベトが新しい電話番号を知っていたことに驚き、警察に通報する。 |
| 1996年5月       | エリーザベトが双子を出産する。1人は3日後に死亡し、ヨーゼフが火葬した。残ったアレクサンダーは15か月の時から階上で育てられる。彼は2人の姉と同じような状況で「発見」された。 |
| 2002年12月      | フェリックスが生まれる。ヨーゼフによると、ロゼマリアがこれ以上の子供の面倒を見られなかったため、地下室に残された。 |
| 2008年4月19日   | ヨーゼフが重い病気に罹ったケルスティンを病院に連れて行く。 |
| 2008年4月26日   | 夕方、ヨーゼフがエリーザベトと2人の息子を地下室から解放し、ロゼマリアに対し、エリーザベトが24年ぶりに帰る決意をしたと語る。その夕遅く、匿名の情報が病院からあり、ヨーゼフとエリーザベトは警察に連行され、そこで彼女は24年間の監禁生活を打ち明ける。                              |
| 2009年3月14日   | 4日間の裁判を経て、ヨーゼフは終身刑の判決を受ける。 |

## 事件のその後

### エリーザベト・フリッツルとその家族
警察に保護された後、エリーザベトとその6人の子供と母親のロゼマリアは地元の病院に入院して外部の環境から守られ、医療的、精神的な治療を受けた。地元当局はフリッツル家には新しいアイデンティティが必要だと考えたが、これは家族が選択するべきことであると強調した。
監禁されていた4人はほとんど日光に当たっていなかったため、非常に青白く、自然光には耐えられなかった。彼女らは、ビタミンD欠乏症で貧血だったと報じられている。また免疫系が未発達であることが疑われた。病院長のベルトールト・ケッペルリンゲルは、家族は数か月の入院が必要で、エリーザベトと2人の子供は光に慣れるためにさらに治療が必要であるとの見通しを語った。
2008年5月、入院中のエリーザベトと子供、母親によって作られたポスターが町役場に掲示された。そのメッセージでは、「私たち家族全員は、私たちの運命へのあなたたちの同情に対して感謝をしたいです」と地元の人々への感謝が述べられていた。さらに「あなたたちの慈悲は私たちが難しい状況を克服するのに大きな力になっています。そして、ここには私たちのことを本当に心配してくれる親切で正直な人がたくさんいることが分かりました。私たちは、私たちがすぐに通常の生活に戻れる道が見つかることを願っています」と続けた。
ケルスティンは2008年6月8日に家族と合流し、そこで昏睡状態から目覚めた。医者は、彼女が完全に回復したと語った。
2009年3月、エリーザベトと子供達は家族の隠れ家から追いやられ、精神病院に戻って治療が再開された。イギリスのパパラッチが台所に侵入し、写真を撮り始めた時には、取り乱したと言われている。
2009年3月18日、エリーザベトは自伝の執筆の準備のため、父ヨーゼフに対する裁判の2日目の審理を傍聴した。
裁判後、エリーザベトと6人の子供はオーストリア北部の無名の村に移住し、そこで砦のような家に住んだ。6人の子供は通院での治療が必要だった。「階上」だった子供は、彼らが捨て子だったというのは作り話だったこと、子供の頃には父であり祖父のヨーゼフから虐待を受けていたこと、兄弟が地下に監禁されていたこと等を初めて知った。また全員の子供達が、近親相姦で産まれた子供に共通する遺伝的な問題を抱えていた。エリーザベト自身はロゼマリアから疎遠にされていたと語っていたものの、階上で育った3人の子供がロゼマリアの家を定期的に訪れることは認めていた。ロゼマリアは小さなアパートに1人で住んでいた。
2009年6月、オーストリアの新聞は、エリーザベトがトーマス・Wとのみ呼ばれるボディガードの1人と交際を開始し、一緒に住んでいると報じた。

## ヨーゼフ・フリッツル

### 生い立ち
ヨーゼフ・フリッツルは1935年4月9日にアムシュテッテンでヨーゼフ・フリッツル・シニアとマリア・フリッツルの間に産まれ、仕事を持つ母に1人っ子として育てられた。父は、ヨーゼフが4歳の時に家族を捨て、二度と連絡を取ってくることはなかった。父は後に第二次世界大戦でドイツ国防軍として戦い、1944年に戦死したため、彼の名前はアムシュテッテンの記念碑に刻まれている。
HTL工科大学で電子工学を修めた後、彼はリンツの鉄鋼会社ヴォーストアルピナで働き始めた。1956年に21歳で当時17歳だったロゼマリアと結婚し、2人の息子と5人の娘を儲けた。
1967年、彼は既婚の看護婦の家に押し入り（彼女の夫が留守の間に）、喉にナイフを当てて強姦した。また同年に21歳の女性も強姦しようとしたが、これは未遂に終わった。ヨーゼフは逮捕され、懲役18か月の判決を受けた。釈放されると、彼はアムシュテッテンの建築資材の工場で職を得、1969年から1971年まで働いた。その後は営業職となり、オーストリア中を旅した。
1972年、彼はモンド湖に宿泊施設と隣接するキャンプ場を購入し、妻とともに1996年まで経営した。
1995年に60歳となって仕事から引退したが、その後も商売は続けた。
自分が住んでいたアムシュテッテンの他に、ヨーゼフは何カ所かに不動産を持ち、貸し出していた。

### 犯罪歴
ヨーゼフ・フリッツルはリンツで24歳の女性を強姦し、18か月間服役した。1967年の年次報告や当時の広報資料では、彼は他にも強姦未遂や公然わいせつの被疑者となっている。
それから25年以上後、彼はエリーザベトの産んだ1人の子供と養子縁組し、さらに2人の里親となることを申請した時には、オーストリアの法律に基づいてこの記録は破棄されていたため、地元当局は過去の犯罪歴に気付くことができなかった。

### オーストリアの評判
連邦首相のアルフレート・グーゼンバウアーは、この事件によって海外で低下したオーストリアの信用を取り戻すため、イメージキャンペーンを開始する計画があると語った。

## ヨーゼフ・フリッツルの裁判

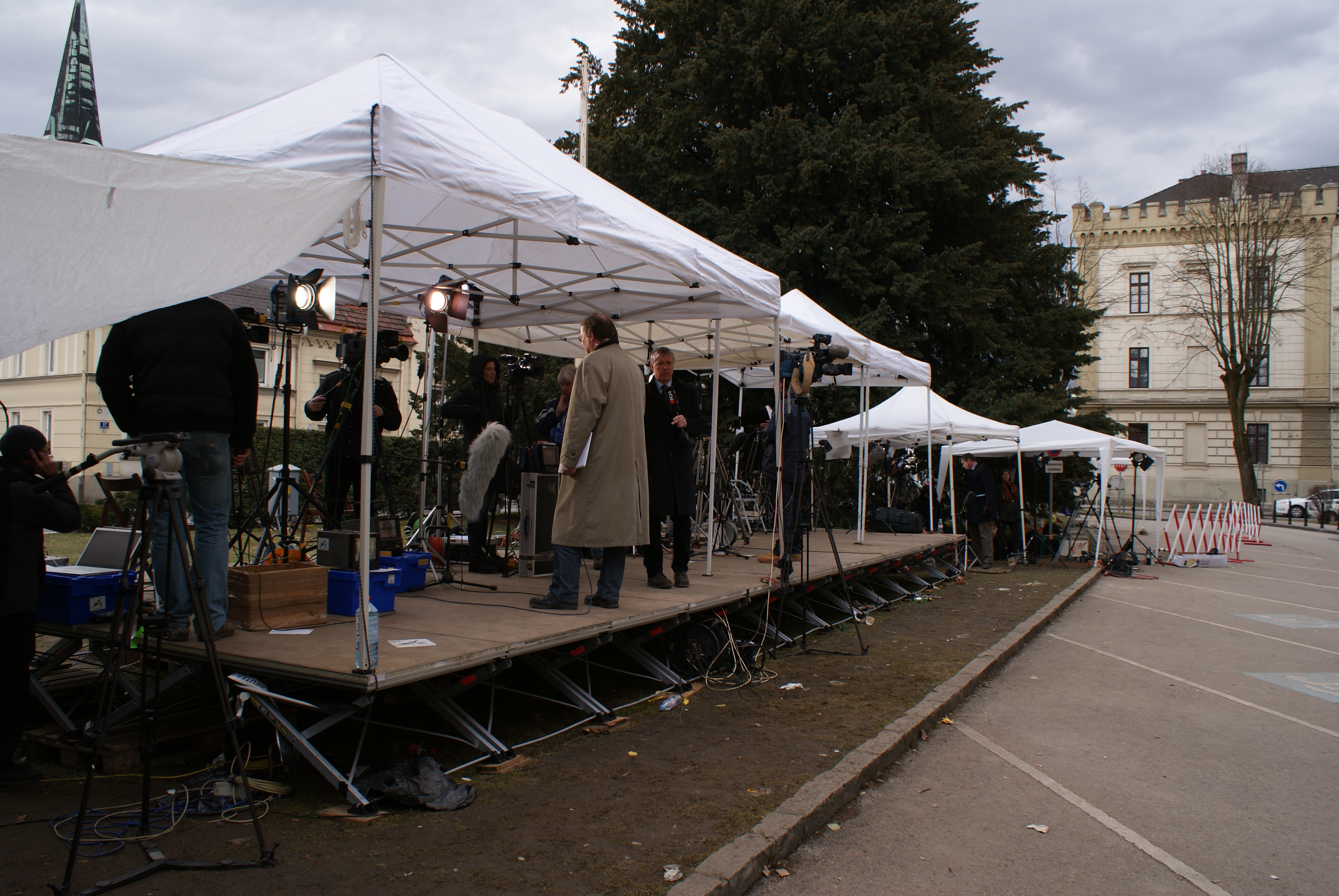
ヨーゼフの裁判の傍聴に集まる報道陣

ヨーゼフ・フリッツルの裁判は、2009年3月16日にザンクト・ペルテンでアンドレア・ハマーを裁判長として始まった。
1日目、ヨーゼフはオーストリアの法律に基づいて、青いバインダーの後ろにカメラから顔を隠しながら法廷に入った。開廷が宣言されると、全てのジャーナリストや傍聴人は法廷から退出するように促され、すぐにヨーゼフはバインダーを下ろした。ヨーゼフは殺人と脅迫を除く全ての罪について弁明した。
弁護士のルードルフ・マイヤーは開廷の挨拶で陪審員に対し、客観的に判断し、感情に流されないよう要請した。彼は、ヨーゼフは「モンスターではなく」、クリスマスの休日には、地下牢にクリスマスツリーを飾ったことを明らかにした。
検察官のクリスティアナ・ブルクハイマーはこの事件が主任検察官として最初に担当する事件だった。彼女は陪審員に対し、1m74cmの法廷のドアを示して天井がいかに低かったかを訴え、被害者が精神的に圧迫されていたことを訴えた。またじめじめした地下室から採取したカビ臭い物体を法廷に持ち込んで環境の劣悪さを実証し、ヨーゼフに対する終身刑を訴えた。
この日、陪審員は2008年7月にエリーザベトが警察官や精神科医と交わした11時間に及ぶ会話の記録を見た。このテープは非常に「痛ましい」もので、8人の陪審員は一度に2時間以上は見ることができなかったと言われている。陪審員が審理に耐えられなくなった場合に備え、4人の補充陪審員が控えていた。
ビデオの検討の他に、新生児医で精神科医であったエリーザベトの兄ハラルトの証言も行われた。ロゼマリアやエリーザベトの子供達は証言を拒否した。
弁護士のルードルフ・マイヤーは、審理2日目にビデオによる証言が行われていた際、変装したエリーザベトが傍聴席に座っていることを確認し、「ヨーゼフはエリーザベトが法廷にいることに気付き、青ざめて崩れ落ちた。これはヨーゼフの心が入れ替わった証拠だ」と訴えた。翌日、ヨーゼフは裁判官に歩み寄り、全ての罪に対する弁明を撤回した。
2009年3月19日、ヨーゼフに15年間の仮釈放を認めない終身刑の判決が下った。彼は判決を受け入れ、控訴しない意向を示した。ヨーゼフは現在、かつて修道院だったオーバーエスターライヒ州にあるガルステン刑務所の精神疾患犯罪者のための特別な区画に収監されている。